# Les Cavaliers (film, 1959)
Pour les articles homonymes, voir Les Cavaliers.
Pour plus de détails, voir Fiche technique et Distribution.
Les Cavaliers (The Horse Soldiers) est un film américain réalisé par John Ford sorti en 1959.

## Synopsis
Basé sur des faits authentiques survenus durant la guerre de Sécession (le raid de Grierson, du 17 avril au 2 mai 1863, qui permit à Ulysses S. Grant d'investir la place forte sudiste de Vicksburg, Mississippi), ce film conte l'histoire d'un détachement de cavalerie de l'Union, dirigé par le colonel John Marlowe (John Wayne), qui est envoyé derrière les lignes ennemies pour détruire des voies de chemin de fer.
La troupe est menée par le rude colonel qui est accompagné par un médecin-major (William Holden), deux hommes qui sont plutôt opposés dans leur manière d'agir. De plus, une belle sudiste (Constance Towers) est forcée de les accompagner, après avoir été prise à espionner l'état-major du colonel quand ils occupaient momentanément sa demeure.

## Fiche technique
- Titre : Les Cavaliers
- Titre original : The Horse Soldiers
- Réalisation : John Ford
- Scénario : John Lee Mahin et Martin Rackin d'après une histoire de Harold Sinclair
- Musique : David Buttolph et Stan Jones
- Photographie : William H. Clothier (crédité William Clothier)
- Montage : Jack Murray
- Direction artistique : Frank Hotaling
- Décors de plateau : Victor A. Gangelin
- Pays de production : États-Unis
- Producteurs : John Lee Mahin et Martin Rackin pour United Artists
- Langue : anglais
- Genre : Western
- Format : Couleur - 35 mm - 1,66:1 - Son : mono (Westrex Recording System)
- Durée : 115 minutes
- Dates de sortie : 
  - États-Unis : 12 juin 1959
  - France : 30 septembre 1959

## Distribution
- John Wayne  (VF : Claude Bertrand) : Colonel John Marlowe
- William Holden  (VF : Jean Martinelli) : Major Henry 'Hank' Kendall
- Constance Towers  (VF : Martine Sarcey) : Hannah Hunter
- Judson Pratt (VF : Jean Amadou) : Sergent chef Kirby
- Hoot Gibson : Sergent Brown
- Ken Curtis (VF : Bernard Woringer) : Wilkie
- Althea Gibson : Lukey (Lucie VF)
- Willis Bouchey (VF : Pierre Morin) : Colonel Phil Secord
- Bing Russell (VF : Henry Djanik) : Dunker
- O.Z. Whitehead (VF : Albert Montigny) : Otis 'Hoppy' Hopkins
- Hank Worden (VF : Georges Hubert) : Deacon Clump
- Denver Pyle (VF : Jean Daurand) : Jackie Jo, un déserteur sudiste
- Strother Martin (VF : Guy Piérauld) : Virgil,un déserteur sudiste
- Russell Simpson : Shérif Henry Goodbody
- William Henry : un lieutenant confédéré
- William Leslie : Major Richard Gray

Cascades :
- Jack N. Young, Fred Kennedy

## Autour du film
- Le film n'a aucun lien avec le roman Les Cavaliers de Joseph Kessel et l'adaptation cinématographique qui en fut faite par John Frankenheimer, Les Cavaliers (The Horsemen) en 1971.
- Vers la fin du tournage, Fred Kennedy, un cascadeur, vieil ami de John Ford, se tua en simulant une chute[1]. De ce fait, la séquence finale - qui prévoyait le retour de la cavalerie en fanfare, bannière au vent - ne fut jamais tournée. John Ford laissera la fin telle que nous la connaissons aujourd'hui[2].
- La joueuse de tennis Althea Gibson est choisie par John Ford pour jouer le rôle d’une esclave Lucie ; elle se fait remarquer par son refus de parler dans le dialecte stéréotypé « nègre » prévu dans le script[3].

## Critiques
- "Ce premier film de Ford sur la guerre de Sécession raconte l'histoire vraie d'un raid de la cavalerie de l'Union dans le Sud en 1863. Cela permit à Ford d'exprimer ses sentiments ambivalents : d'une part, sa loyauté envers l'Union et son respect de la discipline militaire, d'autre part, sa sympathie pour le panache des gens du Sud. S'il glorifie le Sud dans sa défaite, il exalte aussi la cavalerie nordiste et sa triomphale stratégie."[4]
- "Épisode historique reconstitué avec beaucoup de soin et surtout intéressant du point de vue documentaire. D'importants morceaux de bravoure comme l'attaque des cadets d'une école militaire sudiste et la bataille dans Newton Station sont réalisés dans un style épique qui donne une véritable impression de grandeur. Tous les personnages sont étudiés avec soin et l'interprétation leur donne un relief, une vie parfaite de vérité."[5]